# 吸塵機

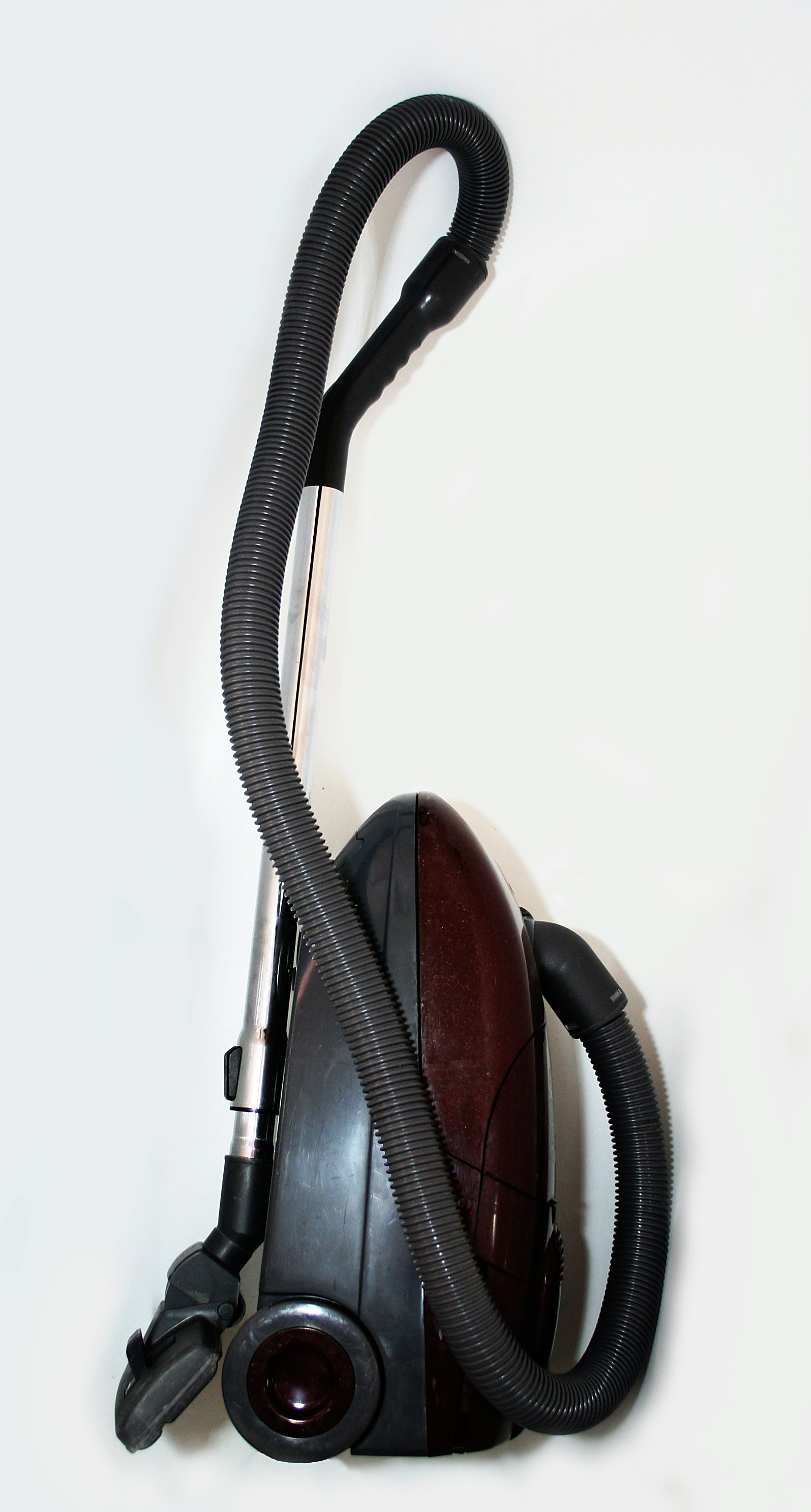
吸塵機

吸塵機（vacuum cleaner，vacuum）（中國大陸和台灣皆稱之為吸塵器，香港，澳门，新加坡，和马来西亚称之为掃除器），是一種利用氣體幫浦製造部分真空，產生吸力並將地板或其他位置的灰塵吸起的裝置。是多數已開發國家的家庭中所經常擁有的一種日常家電之一，功能是吸塵及紙屑、頭髮、微塵等乾燥的細小物件。
吸塵器由一位名叫休伯特‧布思（Hubert Cecil Booth）的英國人於1901年左右發明，當時車站用一種沒有效率的機器做清潔，布思看到後做了一些改進發明了吸塵器。
一般吸塵器為避免異物及灰塵被吸入馬達，造成馬達效能衰退甚至故障，會裝有需更換的紙製或不織布製集塵袋，有一部分機種使用可清洗不需更換的集塵盒，兩類皆可具濾網。中高階吸塵器必定配備HEPA濾網過濾排氣，可以避免細小灰塵隨吸塵器排氣噴出，是避免過敏氣喘的必備配備。有些吸塵器是乾濕兩用設計，可吸去水分。在工廠中也有作為生產機械，用作物料分類及清潔的工業吸塵器。吸塵機可代替掃帚，工作方便快捷，不過事後要清理吸塵機的集塵部位及隔塵網。
自動吸塵機，又名智能吸塵機或掃地機器人，不用人手操控，可在自行在室內地板上自由走動，自動化吸塵，遇阻礙物如牆壁，即會自動避開，工作完成或電池將耗盡時會自動返回充電座。

## 历史

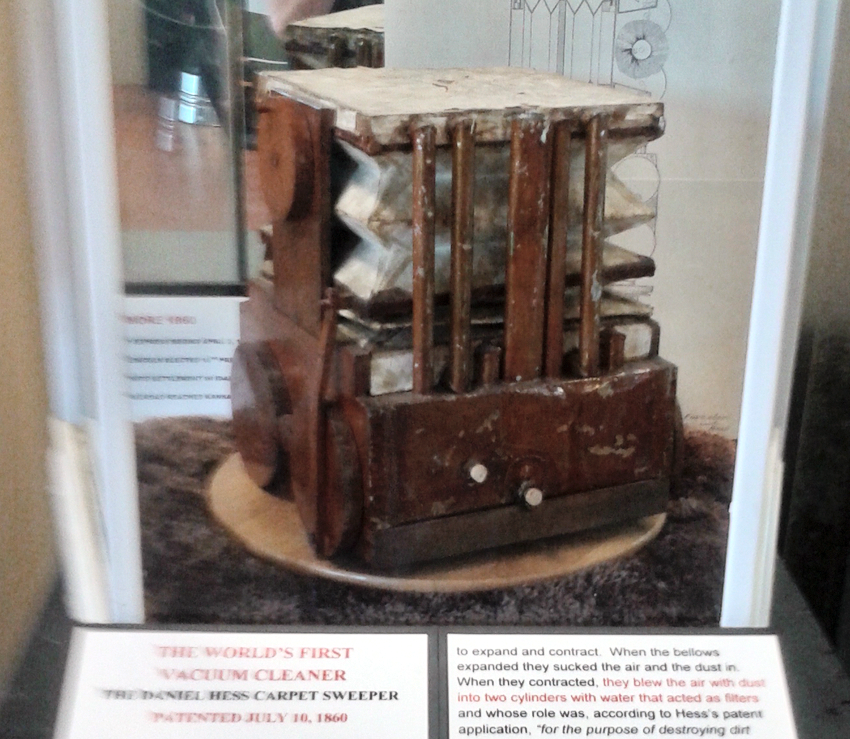
丹尼尔·海斯地毯清扫器的專利模型

真空吸尘器是由地毯清扫器发展而来的，第一台地毯清扫器出现在1860年代，而第一台现代吸尘器则出现在20世纪初。

### 早期手动型号
1860年，美国爱荷华州西尤宁人丹尼尔·海斯（Daniel Hess）发明了一台地毯清扫器，这台机器由旋转的刷子和能吹出空气的风箱组成。1868年，另一位美国人艾维斯·麦克格非（Ives W. McGaffey）也推出了自己的地毯清扫器，这个大家伙工作时需要手动操作，用皮带带动风扇转动，所以非常难以使用。直到1876年，第一台实用的走上市场销售的地毯清扫器才问世，这是一台由美国密歇根州大急流城人梅尔维尔·比塞尔（Melville R. Bissell）结合了以往地毯清扫器优点而推出的机器。后来，作为它们一系列清洁用品之一，这家公司也继续生产真空吸尘器。

### 動力真空吸塵器

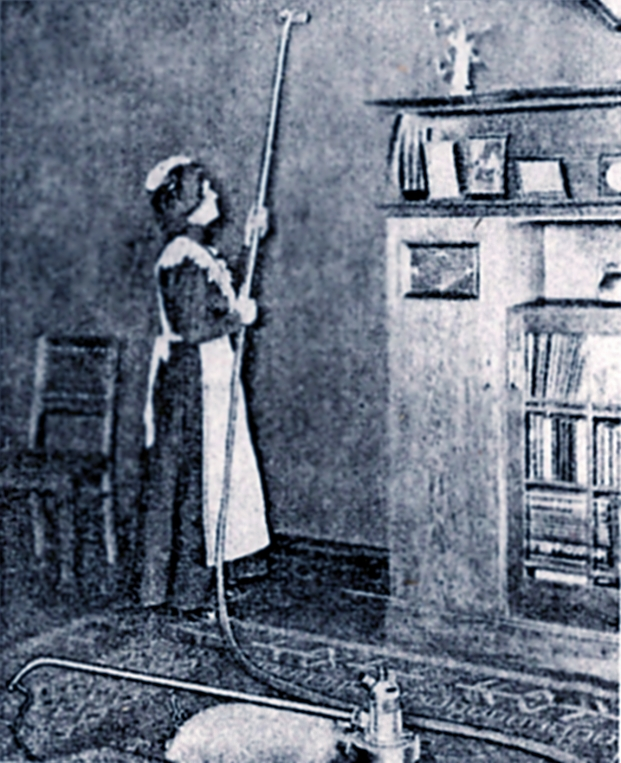
女傭使用“除塵泵”，大約1906年

19世紀末出現了動力吸塵器，雖然早期的類型使用吹風的一些變化來清潔，而不是抽吸。1898年，密蘇里州聖路易斯的约翰·S·瑟曼（John S. Thurman）提交了一項專利（美國編號634,042），用於“氣動地毯翻新機”，將灰塵吹入容器中。 瑟曼的系統由內燃機提供動力，以馬車上運送到客戶住所，作為到府清潔服務的一部分。喬治亞州薩凡納的柯林·杜佛（Corrine Dufour）在1899年和1900年獲得了兩項專利，用於另一種似乎首次使用電動機的吹氣系統。
1901年，英國工程師休伯特·塞昔爾·布茲和美國發明家大衛·T·甘尼各自獨立發明了吸力式真空吸塵器。布茲也可能創造了“真空吸塵器”這個詞。布茲的馬拉內燃機“噴氣比利”（Puffing Billy），可能來自瑟曼的吹氣設計，只依靠吸力通過布料過濾器吸入空氣，並作為其提供清潔服務的一部分。甘尼的設計是一個固定式4,000磅蒸汽機動力系統，以管子和軟管伸入建築物的各部分。

### 家用真空吸塵器

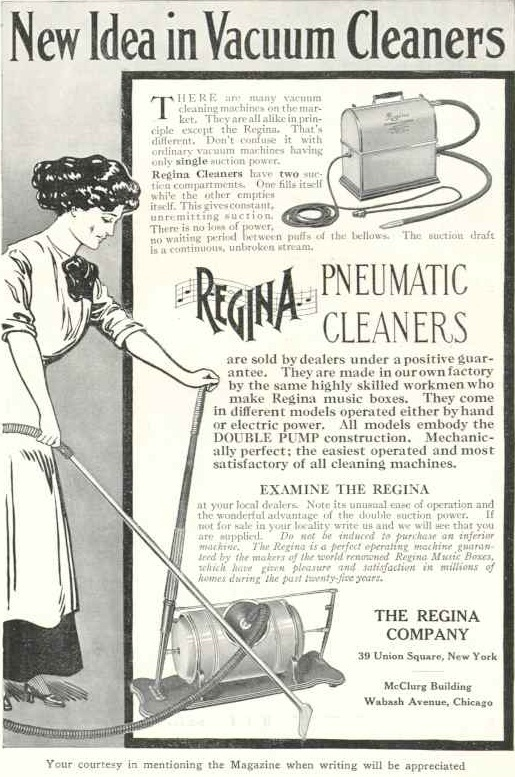
手動式真空吸塵器，大約1910年。上方還展示了早期的電動模型

第一台可攜式並在市場上銷售的真空吸塵器由英國伯明翰的製造商沃爾特·葛里菲斯（Walter Griffiths）於1905年製造。[10] 他的Griffith改良式地毯除塵真空設備類似於現代吸塵器；它是可攜式，易於存放，並可由“任何一個人（如普通的家庭傭人）”提供動力，它具有壓縮波紋的管式裝置，通過可拆卸的柔性管道吸塵，可以連接各種形狀的噴嘴。
1906年，詹姆斯·柯比開發了他的第一台真空吸塵器，稱為“國內旋風”。它用水來分離污垢。後來的修訂被稱為柯比吸塵器。1907年俄亥俄州坎頓的百貨商店門衛詹姆斯·M·史賓勒（1848-1915年）發明了第一台可攜式電動吸塵器，於1908年6月2日獲得電動吸塵器的專利。至關重要的是，史賓勒的設計利用旋轉刷來鬆散碎屑，用電風扇將污垢和灰塵吹進肥皂盒和他妻子的枕套。由於缺乏資金，他自己無法生產，於是在1908年將專利賣給了當地皮革製品製造商威廉·亨利·胡佛（1849-1932年）。他為史賓勒的機器重新設計了鋼套管、腳輪和附件，並成立公司。 1922年更名為胡佛公司。他們的第一個真空吸塵器是1908年的O型，售價60美元。隨後的創新包括1919年的擊打桿、1920年代的處理過濾袋，以及1926年的立式真空吸塵器。
在歐洲大陸，丹麥的Fisker和Nielsen公司是第一家在1910年銷售真空吸塵器的公司。該設計重量僅為17.5千克（39磅），可由一個人操作。瑞典Electrolux公司於1921年推出了他們的V型，其創新之處在於能夠在兩個固定於地板上的薄金屬滑軌上輕易移動。在1930年代，德國Vorwerk公司開始銷售他們自己設計的真空吸塵器，並通過直銷銷售。

### 第二次世界大戰以後
在推出多年後，吸塵器仍然是一個奢侈品，但在第二次世界大戰後，它們在中產階級中變得普遍。在西方國家，吸塵器往往更為常見，因為在世界上大多數其他地方，全屋地毯是不常見的，一般家庭多用瓷磚或硬木地板，很容易在沒有動力輔助的情況下手動掃地、擦拭或拖地。

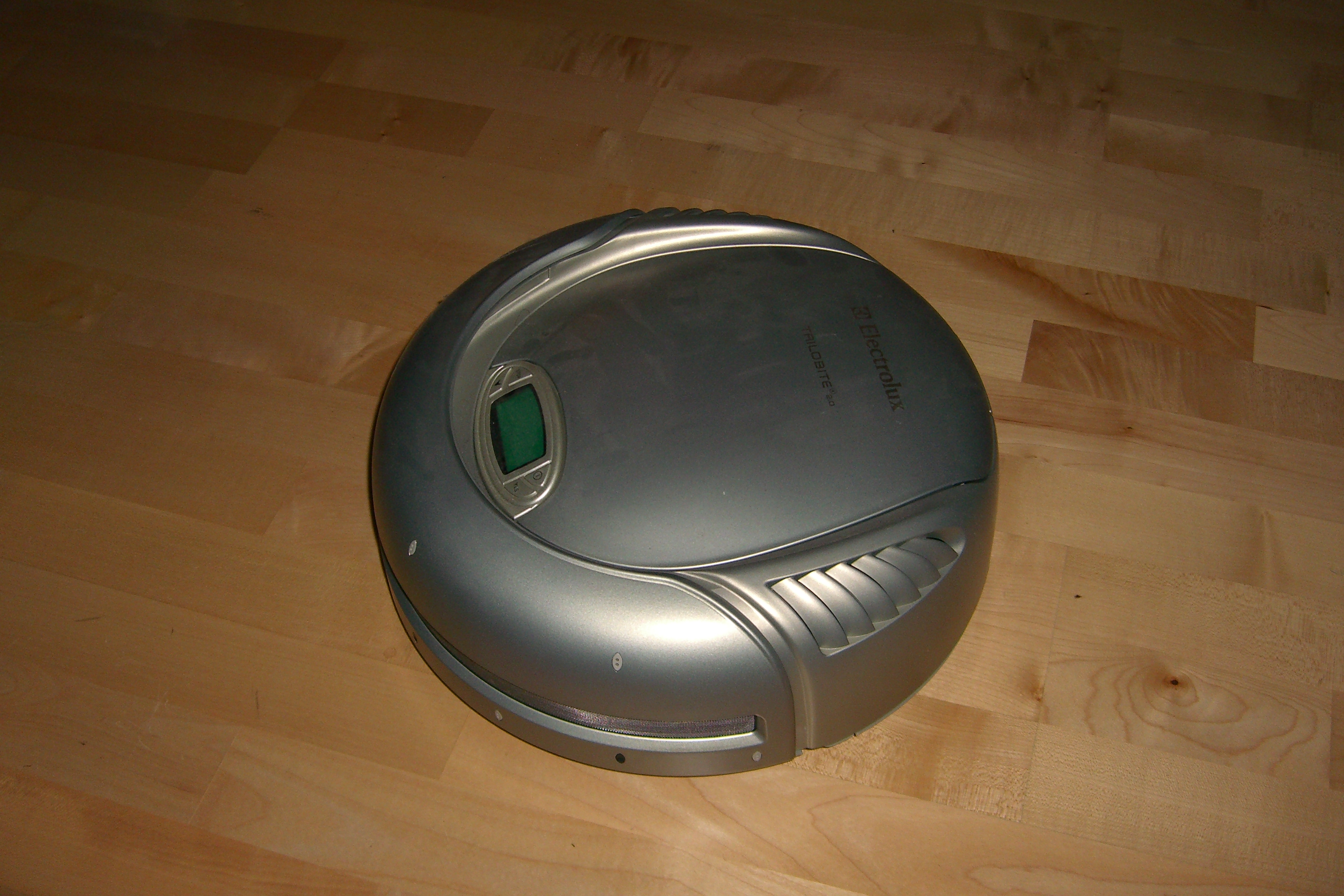
伊萊克斯三葉蟲是第一款量產的機器人真空吸塵器

20世紀的最後幾十年，人們對早期開發的技術的使用越來越廣泛，包括無過濾器旋風式污垢分離、中央真空系統和可充電手持式真空吸塵器。此外，小型化的計算機技術和改進的電池允許開發一種新型機器 ——自走式機器人真空吸塵器。1997年，瑞典的伊萊克斯展示了伊萊克斯三葉蟲，這是BBC-TV節目《明日世界》上第一款自動無繩機器人真空吸塵器，於2001年將其引入消費市場。

### 近期發展
2004年，一家英國公司發布了Airider，一種懸浮在空氣墊上的懸浮真空吸塵器，類似於氣墊船。它的重量輕，操作更容易（與使用車輪相比）。Hoover Constellation宣稱它至少可以使用35年。
一位英國發明家開發了一種新的清潔技術，稱為空氣再循環技術，它不使用真空吸塵器，而是利用氣流從地毯上收集灰塵。該技術經市場轉型計劃（MTP）測試，並顯示出比真空方法更節能。儘管存在原型機，但Air Recycling Technology目前還沒有用於任何量產的清潔設備。

## 各種規格
- 筒式
- 鼓式
- 直立式
- 氣動式
- 背包式
- 手提式
- 旋風式
- 中央式
- 乾濕兩用
- 自動機械人

## 相似機械
- Moneual
- MamiRobot
- 吸油煙機
- iRobot Roomba